# Varázsszámok (antiminta)
A varázsszám, más néven mágikus szám az egyik legrégebben megfogalmazott antiminta a számítógép-programozásban. Az elnevezés arra utal, hogy a kódban tisztázatlan jelentésű számok szerepelnek, amikről nem lehet tudni, hogy miért éppen annyi. Fő problémája, hogy megnehezíti a kód megértését, ezzel rontja annak karbantarthatóságát. A varázsszámok elkerülésére már az 1960-as években felhívták a figyelmet a COBOL, FORTRAN és PL/1 kézikönyvek.
A varázsszámok gyakran (de nem kizárólag) olyan konstansok, amelyek nem a program belső logikájából fakadnak, hanem külső ismeretet (például üzleti logikát) közvetítenek.
A varázsszámok elhomályosítják az eredeti jelentést, nem lehet tudni, hogy mire használták, így mindenütt el kell gondolkodni, hogy az adott számnak mi a célja, mit fejez ki. Megnöveli a hibázás valószínűségét is, még annál is, aki tudja, hogy mit jelentenek ezek a konstansok, mivel az elírásokat nem jelzi a fordító, így nehezebb megtalálni a hibát. Nehezíti a módosítást is, mert a programbeli összes előfordulásról egyenként el kell dönteni, hogy az adott mágikus szám értéke áll-e ott, vagy véletlen egyezés van. Az antiminta megoldása, hogy értelmesen elnevezett konstansokat vezetnek be, így könnyebb a programot olvasni, megérteni, karbantartani.
A programok elemeit úgy kell elnevezni, hogy értelmesen illeszkedjenek a program kontextusába. A nem intuitívan elnevezett konstansra példa az int SIXTEEN = 16 deklaráció, ezzel szemben a int NUMBER_OF_BITS = 16 értelmezhetőbb.
A varázsszámokkal kapcsolatos problémák nem kötődnek kizárólag számokhoz, hanem bármely típussal kapcsolatban felmerülhetnek. Így például a const string testUserName = "John" deklaráció jobb, mint a tesztelő programban előforduló "John" mágikus érték.

## Példa
A célkitűzés megkeverni egy pakli kártyát. Ehhez az alábbi pszeudokód a Fisher–Yates keverési algoritmust használja:
```
   
for
 i 
from
 1 
to
 52
       j := i + randomInt(53 – i) – 1
       a.swapEntries(i, j)
```

ahol a a keverendő tömb, randomInt(x) véletlen egészt ad vissza 1 és x között, beleértve a határokat, és a swapEntries(i, j) felcseréli az i és j-edik elemeket a tömbben. Ebben a példában az 52 mágikus szám. Jobb programozási stílus a következő megvalósítás:
```
   
constant
 
int
 deckSize := 52
   
for
 i 
from
 1 
to
 deckSize
       j := i + randomInt(deckSize + 1 – i) – 1
       a.swapEntries(i, j)
```

## Magyarázat
A második kódnak és általában az értelmesen elnevezett értékeknek több előnyük is van:
- Könnyebben olvashatók és értelmezhetők. Az első példában az olvasó programozó, aki értelmezni próbálja a kódot, elgondolkodik azon, hogy miért éppen 52. Ezután jobban, többször is el kell olvasnia a kódot, hogy kiderítse, melyik szám éppen mit jelent, mert akármelyik számot képezhették akármelyikből.
- Az elnevezett értékeket könnyebb megváltoztatni, különben minden számról el kell dönteni, hogy mi célt szolgál, és miért éppen annyi. Egy számot több helyen is felhasználhatnak, különböző jelentéssel. Az 52 jelentheti a pakli méretét, de a hetek számát is a Gergely-naptárban. A nyers "mindent cserél" csak még jobban összezavarna mindent, mivel olyan számokat is cserél, amelyeknek egészen más a jelentésük. Még nagyobb baj, hogy a származtatott mennyiségeket, mint a példában az 53, nem cseréli. Így a 32 (magyar kártya) és a 78 (tarot kártya) keverése is hibát eredményez. Ezzel szemben az elnevezett értéket csak egy helyen kell megváltoztatni, ami lényegesen egyszerűbb, és a származtatott mennyiségek is automatikusan megváltoznak vele.
- Segít felismerni az elírásokat. Ha valahol az 52 helyett 62 szerepel, akkor a fordító nem hívja fel a figyelmet a hibára, amihez így át kell fésülni a kódot. Ezzel szemben a "dekSize" elírást a fordító felismeri, mert nincs deklarálva.
- Fejlesztőkörnyezetek további támogatást nyújtanak, hogy ne kelljen a hosszú neveket másolgatni, mivel az első néhány betű után kiegészítik a nevet.
- Használható csoportos deklaráció is, amikor a függvény vagy a fájl elején, az osztálydeklarációban, … definiálják a konstansokat és változókat.

## Hátrányok
- A csoportos deklarációval az a probléma, hogy a deklaráció túl távol lehet a felhasználási helytől, így az érték megtudásához fel kell görgetni a fájl vagy a függvény elejére. Ezzel szemben javasolják azt is, hogy mindent közvetlenül azelőtt deklaráljunk, hogy használjuk is.
- Terjengősebbé válik a kód, de ez igazolható azzal, hogy az érték változhat, vagy különben nem lenne egyértelmű. Például a keverési rutint más játékok is felhasználhatják.
- Korábbi programozási nyelvekben futásidőben ment végbe a kifejezések kiértékelése. Mostanra ezt áttették fordítási időbe, így a lefordított kódban már a kiszámított érték szerepel. Emiatt nem lesz lassabb a program.
- Növeli a sorok hosszát, így a sortörések számát is, különösen, ha egy sorban több konstanst is használnak.
- Ha a debugger nem mutatja a konstansok, változók értékeit, akkor a debuggolás is nehezebb.

## Megengedett használat
Van, hogy nem állnak fenn értelmezési nehézségek, ekkor bizonyos konstansokat nem kell elnevezni, és nem is tekintik őket mágikusnak.
- Ciklusokban a 0 és az 1, mint kezdő és inkrementáló érték, mint például for (int i = 0; i < max; i += 1).
- A 2 használata annak eldöntésére, hogy egy szám páros vagy páratlan, például isEven = (x % 2 == 0), ahol % a modulo operátor.
- Százalékszámítás esetén a 100.
- Metrikus mértékegységek, időegységek átváltásakor a 10 hatványai és a 60 mint váltószámok.
- Egyszerű konstansok, például a kör kerületének számításában, circumference = 2 * Math.PI * radius[2] vagy a másodfokú egyenlet diszkriminánsának számításában d = b^2 − 4*a*c.

A C nyelvben régen nem volt külön logikai típus, a 0 és az 1, illetve minden nullától különböző érték felelt meg a logikai hamisnak és igaznak. Ma már van bool típus, így a legalsó szinttől eltekintve a 0 és 1 logikai értékként való használata ellenjavallt. A legtöbb nyelv boolean vagy bool néven tartalmaz logikai típust.
C-ben és C++-ban a 0 a null pointert is jelenti. A C szabványos könyvtára tartalmazza a NULL makrót, inkább ennek használatát ajánlják. Más nyelvekben hasonló célokra a null, nil értékek valók. A C++11 bevezette a típusozott nullptr-t.

## Fordítás
Ez a szócikk részben vagy egészben  a   Magic number (programming) című angol Wikipédia-szócikk fordításán alapul.  Az eredeti cikk szerkesztőit annak laptörténete sorolja fel. Ez a jelzés csupán a megfogalmazás eredetét és a szerzői jogokat jelzi, nem szolgál a cikkben szereplő információk forrásmegjelöléseként.
A cikk az Unnamed numerical constants szakasz fordítása.